# Élections municipales de 1919 dans la Somme
Les élections municipales ont eu lieu les 30 novembre et 7 décembre 1919 dans la Somme.

## Maires sortants et maires élus
Les maires élus à la suite des élections municipales dans les communes de plus de 2 000 habitants :
| Commune                | Population | Maire sortant            | Parti | Parti | Maire élu           | Parti | Parti |
| ---------------------- | ---------- | ------------------------ | ----- | ----- | ------------------- | ----- | ----- |
| Abbeville              | 21 472     | Charles Bignon           |       | ARD   | Charles Bignon      |       | ARD   |
| Ailly-sur-Somme        | 2 364      | Émile Delacroix          |       | PRRRS | Émile Delacroix     |       | PRRRS |
| Albert                 | 3 040      | Émile Leturcq            |       | PRRRS | Abel Pifre          |       | FR    |
| Amiens                 | 92 780     | Herménégilde Duchaussoy* |       | ARD   | René Caumartin      |       | ARD   |
| Beauval                | 2 496      | Gustave Jovelet          |       | ARD   | Gustave Jovelet     |       | ARD   |
| Boves                  | 2 039      | Gaston Leconte *         |       | ARD   | Charles Pollet      |       | ARD   |
| Cayeux-sur-Mer         | 3 457      | Anatole Mopin            |       | PRRRS | Anatole Mopin       |       | PRRRS |
| Corbie                 | 4 062      | Marcellin Truquin        |       | PRRRS | Jean Masse          |       | ARD   |
| Le Crotoy              | 2 724      | Émile Vasseur            |       | ARD   | Émile Vasseur       |       | ARD   |
| Doullens               | 5 804      | Albert Rousé             |       | ARD   | Henri Margry        |       | PRRRS |
| Flixecourt             | 3 091      | Alfred Macron*           |       | PRRRS | Étienne Dubourguier |       | PRRRS |
| Fressenneville         | 2 012      | Elysée Cassin            |       | ARD   | Elysée Cassin       |       | ARD   |
| Friville-Escarbotin    | 3 047      | Désiré Buteux            |       | ARD   | Désiré Buteux       |       | ARD   |
| Gamaches               | 2 331      | Florimond Mauduit        |       | RI    | Ernest Baille       |       | FR    |
| Ham                    | 2 097      | Charles Gronier *        |       | PRRRS | Augustin Gobin      |       | PRRRS |
| Longueau               | 2 323      | Jules Duvauchelle        |       | PRS   | Jules Duvauchelle   |       | PRS   |
| Mers-les-Bains         | 2 513      | Léon Vasseur *           |       | ARD   | Alexandre Arnoult   |       | FR    |
| Montdidier             | 3 565      | Adolphe Havart           |       | PRRRS | Ernest Poulain      |       | PRRRS |
| Nesle                  | 2 251      | Théodule Obry            |       | PRRRS | Hector Lamotte      |       | ARD   |
| Péronne                | 3 185      | Charles Boulanger        |       | PRRRS | Charles Boulanger   |       | PRRRS |
| Rosières-en-Santerre   | 2 159      | Abel Lefèvre             |       | PRRRS | Abel Lefèvre        |       | PRRRS |
| Roye                   | 4 372      | Ernest Mandron           |       | PRRRS | Ernest Mandron      |       | PRRRS |
| Rue                    | 2 775      | Eugène Béthouart         |       | ARD   | Eugène Béthouart    |       | ARD   |
| Saint-Ouen             | 2 745      | Irénée Malot             |       | SFIO  | Irénée Malot        |       | SFIO  |
| Saint-Valery-sur-Somme | 3 071      | Louis Delattre *         |       | PRRRS | Albert Pruvost      |       | PRRRS |
| Villers-Bretonneux     | 2 533      | Jules Vendeville         |       | PRRRS | Jules Vendeville    |       | PRRRS |
| * Ne se représente pas |            |                          |       |       |                     |       |       |

### Résultats en nombre de mairies
| Partis              | Partis                                          | Maires sortants | Maires élus | Évolution     |
| ------------------- | ----------------------------------------------- | --------------- | ----------- | ------------- |
|                     | Alliance républicaine démocratique              | 11              | 10          | 1             |
|                     | Fédération républicaine                         | /               | 3           | 3             |
|                     | Radicaux indépendants                           | 1               | /           | 1             |
| Total Bloc national | Total Bloc national                             | 12              | 13          | 1             |
|                     | Parti républicain radical et radical-socialiste | 12              | 11          | 1             |
|                     | Parti républicain-socialiste                    | 1               | 1           | en stagnation |
| Total centre-gauche | Total centre-gauche                             | 13              | 12          | 1             |
|                     | Section française de l'Internationale ouvrière  | 1               | 1           | en stagnation |
| Total gauche        | Total gauche                                    | 1               | 1           | en stagnation |
| Total               | Total                                           | 26              | 26          |               |

## Résultats
L'élection des conseillers municipaux étant au scrutin majoritaire plurinominal sous la IIIe République, les résultats indiqués ci-dessous représentent le nombre moyen de voix par liste,.

### Amiens
Maire sortant : Herménégilde Duchaussoy (ARD) depuis 1916, à la suite du décès d'Alphonse Fiquet ; ne se représente pas.
36 sièges à pourvoir
|                                           | René Caumartin | ARD - PRRRS - RI - FR - SFIO | 9 250  | 81,30  | 36 |  |  |
| Liste proportionnelle d'Intérêt municipal |                |                              | 9 250  | 81,30  | 36 |  |  |
|                                           |                |                              |        |        |    |  |  |
| Inscrits                                  | Inscrits       | Inscrits                     | 25 729 | 100,00 |    |  |  |
| Abstentions                               | Abstentions    | Abstentions                  | 13 465 | 52,33  |    |  |  |
| Votants                                   | Votants        | Votants                      | 12 264 | 47,67  |    |  |  |
| Blancs et nuls                            | Blancs et nuls | Blancs et nuls               | 887    | 7,23   |    |  |  |
| Exprimés                                  | Exprimés       | Exprimés                     | 11 377 | 82,77  |    |  |  |
| * Maire sortant                           |                |                              |        |        |    |  |  |

Le nouveau conseil municipal est composé de 15 élus « républicains » (ARD, PRRRS et RI), 13 élus « libéraux » (FR) et 8 élus socialistes (SFIO). Le maire est choisi parmi le groupe des républicains et le bureau municipal est composé de deux adjoints « républicains », deux adjoints « libéraux » et d'un adjoint socialiste.
Maire élu : René Caumartin (ARD)